# Podosphaeraster polyplax
Podosphaeraster polyplax är en sjöstjärneart som beskrevs av A. M. Clark 1962. Podosphaeraster polyplax ingår i släktet Podosphaeraster och familjen Podosphaerasteridae. Inga underarter finns listade i Catalogue of Life.